# 村松利史
村松 利史（むらまつ としふみ、1956年8月5日 - ）は、新潟県長岡市出身の俳優、脚本家、演出家、構成作家。身長170cm、体重55kg。趣味は読書、散歩、喫茶店巡り。

## 人物・略歴
新潟県立六日町高等学校卒業。学生時代から『MBSヤングタウン』『オールナイトニッポン』などのラジオ番組でハガキ職人として活躍。
大学へ進学したものの舞台俳優を志して中退し、劇団東京ヴォードヴィルショーに入団（在籍中には『山口良一のオールナイトニッポン』に構成作家として参加しており、愛称は「ヘンリー」「モンリー(ニソクサンモンリー)」だった）。
『笑福亭鶴光のオールナイトニッポン』も担当し、鶴光とはMBSヤングタウン以来、DJとはがき職人としての縁があり、構成作家として参加する様になり「感慨無量です」と村松自身が話していて、鶴光からは「役者くずれの放送作家」と呼ばれていた。
テレビ番組では『森田一義アワー 笑っていいとも!』『お笑いマンガ道場』『欽ドン!良い子悪い子普通の子』などを担当。『笑っていいとも』では、開始初期から火曜日レギュラーとしてコーナー司会者としても数年出演した。
東京ヴォードヴィルショーの仲間たちである、喰始、佐藤正宏、久本雅美、柴田理恵らと共にWAHAHA本舗を1984年に旗揚げする。
ドラマでは運転手役なども多いが、運転免許は所持していないと語っている。
WAHAHA本舗を離れ、オフィス「ワン・ツゥ・スリー」に所属し、独自プロデュース公演を中心に様々な分野で独特の存在感をしめしている。
WAHAHA本舗在籍時、佐藤と平成モンド兄弟というユニットを組んでおり、佐藤は「マクベス佐藤」、村松は「ハムレット村松」と名乗っていた。
テレビ・映画では飄々とした表情を生かして小市民役を得意とするが、舞台では幅の広い役をこなし続けている。出演作品のセリフを覚える場合には、相手役のセリフを吹き込んだボイスレコーダーを散歩中に聴きながら、自分のセリフを口に出しているという。
プライベートでは、長らく独身生活を続けてきた。しかし、55歳になった2012年5月からは、テレビ東京のバラエティ番組『家族になろう（よ）』で「村松利史の結婚プロジェクト」を開始。結婚相手を真剣に探すべく、番組で募集した女性との公開お見合いに臨んでいた。お見合いから交際には発展しなかったものの、同プロジェクトの実施直後からは、他局のバラエティ番組にもゲストとして出演している。

## 出演

### 映画
- スキンレスナイト（1991年）
- オートバイ少女（1994年）
- サラリーマン専科（1995年）
- ゴジラシリーズ
  - ゴジラ2000 ミレニアム（1999年） - 列車の客A役[1]
  - ゴジラ・モスラ・キングギドラ 大怪獣総攻撃（2001年） - 清水港の釣り人役[1]
- 守ってあげたい!（2000年）
- 刑務所の中（2002年） - 竹伏夏夫役
- 鉄人28号 (映画)（2005年）
- ヴィタール（2004年）
- 亀は意外と速く泳ぐ（2005年）
- NANA（2005年）
- ALWAYS 三丁目の夕日（2005年）
- TWO LOVE〜二つの愛の物語〜キャッチボール（2005年） - トイレの男
- ベルナのしっぽ（2006年）
- ダメジン（2006年）
- 歌謡曲だよ、人生は（2007年） - 長島豊
- 図鑑に載ってない虫（2007年）
- ROBO☆ROCK（2007年）
- 劇場版 怪談レストラン（2010年） - ゆうれい尼さん役
- プリンセス・トヨトミ（2011年）
- 営業1∞万回（2012年） - 腹話術師 役[4]
- 俺はまだ本気出してないだけ（2013年） - キャバクラの新人ホクロ役
- オー!ファーザー（2014年）
- 小野寺の弟・小野寺の姉（2014年）
- 騒音（2015年）
- アイアムアヒーロー（2016年） - タクシー運転手役
- 明治東京恋伽（2019年） - 安兵衛役

### テレビドラマ
- 翔んだカップル 第16話・第22話（1980年、フジテレビ）
- 東映不思議コメディーシリーズ（フジテレビ）
  - ペットントン 第17話（1984年）
  - どきんちょ!ネムリン 第29話（1985年）
- 君の瞳をタイホする! 第3話（1988年、フジテレビ）
- DRAMADAS「日本一の恥知らず野郎ども!! WAHAHA本舗の「骨まで笑って」」（1990年、関西テレビ）
- NIGHT HEAD　THE OTHER SIDE （1992年12月24日、フジテレビ） - 百目鬼法一
- 恋、した。／ピンクダイキリに愛をこめて（第7話）（1997年5月19日、テレビ東京）
- クリスマス・ドラマスペシャル「サンタが殺しにやって来た2」（1997年12月23日、関西テレビ）
- ケイゾク 第1話（1999年・TBS） - 志村進
- プリズンホテル 第1話（1999年、テレビ朝日）
- 浪花少年探偵団 第3話（2000年、NHK）
- 水曜女と愛とミステリー「窓際信金マンの事件帳簿1 愛憎トリックに挑む離婚危機の熟年夫婦」（2002年1月30日、テレビ東京）
- 夢のカリフォルニア（2002年、TBS）
- 空から降る一億の星 第1話（2002年、フジテレビ） - 向井裕希の父 役
- 結婚泥棒 第5話・第6話（2002年、NHK）
- ダブルスコア 第2話（2002年、フジテレビ）
- 刑事イチロー 第4話、第5話、第6話（2003年、TBS）
- 女将になります!（2003年、NHK）
- いい感じに電気が消える家（2003年、フジテレビ） - トンボちゃん
- GOOD LUCK!! 最終話（2003年・TBS）
- 綾辻行人・有栖川有栖からの挑戦状5「安楽椅子探偵と笛吹家の一族」（2003年6月、テレビ朝日）
- 土曜ワイド劇場「タクシードライバーの推理日誌17（2003年7月12日、テレビ朝日）
- ケータイ刑事銭形シリーズ（BS-i）
  - ケータイ刑事銭形舞 第11話（2003年12月14日）
  - ケータイ刑事 銭形雷 第1シリーズ 第26話（2006年）
- ビギナー（2003年、フジテレビ）
- さとうきび畑の唄（2003年、TBS）
- ミニモニ。でブレーメンの音楽隊 第2部（2004年、NHK教育） - 西寅
- 乱歩R 第6話（2004年、読売テレビ）
- ホームドラマ! （2004年、TBS） - 米村慎二（週刊誌記者）
- ワンダフルライフ（2004年、フジテレビ）
- 月曜ミステリー劇場「横山秀夫サスペンス 囚人のジレンマ」（2004年9月12日、TBS）
- 一番大切な人は誰ですか? 第5話・第7話（2004年、日本テレビ）
- Mの悲劇 第1話（2005年、TBS）
- 不機嫌なジーン 第3話・第4話（2005年、フジテレビ）
- 水曜プレミア 「ドラマ特別企画 獄窓記」（2005年4月20日、TBS）
- 笑う三人姉妹 第12話（2005年、NHK）
- 幸せになりたい! 第1話・第2話（2005年、TBS）
- 劇団演技者。「第12回公演作品 冬のユリゲラー」全6話（2005年8月、フジテレビ）
- DRAMA COMPLEX 「いぬのえいが特別版」（2005年11月15日、日本テレビ）
- TBSテレビ50周年 新春ドラマ特別企画 里見八犬伝（2006年1月2日 - 3日、TBS）
- 時効警察 第1シリーズ 第2話（2006年、テレビ朝日）
- 輪舞曲 第1話（2006年、TBS）
- クロサギ 最終話（2006年、TBS）
- ギャルサー（2006年、日本テレビ）
- HERO特別編（2006年、フジテレビ）
- ヒミツの花園 第1話（2007年、関西テレビ）
- 占い師 天尽（2007年、CBC）
- 火曜ドラマゴールド現代に甦った闇の死置人 あなたの怨み晴らします（2007年1月16日、日本テレビ）
- 帰ってきた時効警察 第2話（2007年、テレビ朝日）
- 死ぬかと思った Case8（2007年5月26日、日本テレビ）
- ハゲタカ（2007年、NHK総合） - 木下
- 山おんな壁おんな 第4話（2007年、フジテレビ）
- おシャシャのシャン! （2008年1月・NHK総合）
- 猟奇的な彼女（2008年、TBS）
- モンスターペアレント（2008年、関西テレビ・フジテレビ）
- Tomorrow〜陽はまたのぼる〜（2008年、TBS）
- ガリレオΦ（エピソードゼロ）（2008年10月4日、フジテレビ）
- 裸の大将 山梨編〜富士山にニセモノが現われたので〜（2008年、フジテレビ）
- ビバ!!GS野郎（2008年、東名阪ネット6）
- NHK大河ドラマ
  - 天地人（2009年） - 若狭屋久兵衛
  - 花燃ゆ（2015年） - 河野数馬
  - べらぼう〜蔦重栄華乃夢噺〜（2025年） - 中津山鉱山の出資者
- ゴーストフレンズ（2009年、NHK総合）
- 名探偵の掟（2009年、テレビ朝日）
- 水戸黄門（TBS）
  - 第40部 第5話（2009年） - 黒木屋才蔵
  - 第43部 第18話（2011年11月21日） - 観音玉五郎
- 俺たちは天使だ! NO ANGEL NO LUCK 第3話（2009年7月15日、テレビ東京）
- 特別ドラマ企画 誰かが嘘をついている（2009年10月6日、フジテレビ）
- 古代少女ドグちゃん（2009年10月、毎日放送）
- 月曜ゴールデン（TBS）
  - 税務調査官・窓際太郎の事件簿19」（2009年10月12日） - 森
  - 信濃のコロンボ事件ファイル 第1作（2013年）第2作（2014年） - 戸沢信夫
- 月曜名作劇場（TBS）
  - 信濃のコロンボ事件ファイル 第3作（2016年）第5作（2017年） - 戸沢信夫
  - 警視庁南平班〜七人の刑事〜10（2017年） - 柳井浩志
- 行列48時間（2009年10月-11月、NHK）
- 伝説の刑事〜あの重大事件の舞台裏〜（2009年12月21日、テレビ東京）再現ドラマ
- 終戦特集ドラマ気骨の判決（2009年、NHK総合） - 広田参吉
- ハンチョウ〜神南署安積班〜 第4話（2010年2月1日、TBS）
- 新参者 第7話（2010年5月30日、TBS）
- 女子刑務所東三号棟（2010年、TBS） - 立石省吾
- 木曜ナイトドラマ「日本人の知らない日本語」（2010年7月15日、読売テレビ）
- 熱海の捜査官（2010年、テレビ朝日） - 亀岡渡
- うぬぼれ刑事 第7話（2010年8月20日、TBS） - 安藤和馬
- モリのアサガオ（2010年11月1日、テレビ東京）
- おひさま（2011年4月-9月、NHK） - 宮本次郎（タケオの父）
- さだまさしドラマスペシャル・故郷 〜娘の旅立ち〜（2011年7月5日、フジテレビ） - マスター
- テンペスト（2011年8月21日、NHK BSプレミアム）
- ここが噂のエル・パラシオ（2011年、テレビ東京） - 木口
- 野田さんとメリークリスマス（2011年12月24日、NHK） - おじさん
- 早海さんと呼ばれる日（2012年、フジテレビ） - 三宅聡史
- カエルの王女さま（2012年4月 - 6月、フジテレビ） - 柴田
- お助け屋☆陣八 第6話（2013年2月14日、読売テレビ） - たこ焼き屋主人
- ソドムの林檎〜ロトを殺した娘たち（2013年3月 - 4月、WOWOW） - 石橋豊
- 放課後グルーヴ 第1話（2013年4月22日、TBS） - きゃんちゃん
- DOCTORS〜最強の名医〜（テレビ朝日） - 小野塚誠
  - DOCTORS〜最強の名医〜2 第8話・第9話（2013年8月29日・9月5日）
  - 新春ドラマスペシャル DOCTORS 最強の名医 2015（2015年1月4日）
- よろず占い処 陰陽屋へようこそ 第3話（2013年、関西テレビ）
- 刑事のまなざし 第7話（2013年11月18日、TBS） - 太田義一
- 花子とアン（2014年上半期 連続テレビ小説、NHK） - 山田国松
- おそろし〜三島屋変調百物語（2014年、NHK BSプレミアム） - 越後屋忠兵衛
- 神谷玄次郎捕物控 第2話（2014年4月11日、NHK BSプレミアム） - 清水
- 55歳からのハローライフ 第3話（2014年6月28日、NHK） - 安藤
- テレビ未来遺産“終戦69年”ドラマ特別企画 遠い約束〜星になったこどもたち〜（2014年8月25日、TBS）
- 金曜プレステージ「塔馬教授の天才推理2」（2014年9月19日、フジテレビ） - 須永
- 世にも奇妙な物語'14秋の特別編 「冷える」（2014年10月18日、フジテレビ） - 嘉川昭夫 役
- 赤と黒のゲキジョー「前科ありの女たち」（2014年11月28日、フジテレビ） - 九十九食品の社長 役
- 水曜ミステリー9「負け組法律事務所〜沈黙する証人〜」（2015年1月28日、テレビ東京） - 飯田恒夫 役
- 三匹のおっさん2〜正義の味方、ふたたび!!〜 第5話（2015年5月22日、テレビ東京） - 大黒高生 役
- ラーメン大好き小泉さん（2015年6月 - 7月、フジテレビ） - 喜多方
- マネーの天使〜あなたのお金、取り戻します!〜 第5話（2016年2月4日、読売テレビ） - 田村善造 役
- 家売るオンナ 第6話（2016年8月17日、日本テレビ） - 伊佐洋 役
- 模倣犯（2016年9月21日・22日、テレビ東京） - 高井信勝 役
- 水晶の鼓動 殺人分析班（2016年11月13日 - 12月11日、WOWOW） - 間宮洋平（写真のみ） 役
- 金曜プレミアム（フジテレビ）
  - 警部補・佐々木丈太郎8（2016年2月26日） - 畑幸雄 役
  - 外科医 鳩村周五郎14（2016年6月24日） - 田所史朗 役
- ドクターY〜外科医・加地秀樹〜（2016年12月16日、テレビ朝日） - 田波茂男 役
- 下剋上受験 第8話（2017年3月3日、TBS） - 大家・田畑さん 役
- 警視庁・捜査一課長 season2 最終話（2017年6月22日、テレビ朝日） - 奥村博基 役
- フリンジマン〜愛人の作り方教えます〜（2017年10月8日 - 12月24日、テレビ東京） - 北原謙三 役
- 日曜ワイド 白い刑事（2017年10月22日、テレビ朝日） - 桜井義彦 役
- 赤ひげ 第2回（2017年11月10日、NHK BSプレミアム） - 金兵衛 役
- 魔法×戦士 マジマジョピュアーズ! 第17話（2018年7月22日、テレビ東京） - 牛島十吉 役
- コールドケース 〜真実の扉〜（シーズン2）第9話 シベリアの涙（2018年12月8日、WOWOW） - 写真館主人 役
- ドロ刑 -警視庁捜査三課- 第9話・最終話（2018年12月8日・15日、日本テレビ） - 伴清彦 役
- おしい刑事 第3回（2019年5月19日、NHK BSプレミアム） - 田上昌平 役
- 時効警察はじめました 第二話（2019年10月18日、テレビ朝日） - 要玲蔵 役
- 孤独のグルメ Season8 第6話    （2019年11月9日、テレビ東京） - 店主 役
- 必殺仕事人2020（2020年6月28日、テレビ朝日） - 新八 役
- 刑事7人 シーズン6 第5話（2020年9月2日、テレビ朝日） - 戸沢博之 役
- 銀座黒猫物語 第5話 壹番館洋服店編（2020年8月14日、関西テレビ） - 村松茂男 役
- バベル九朔（2020年10月20日 - 12月22日、日本テレビ） - 重村さん 役
- 月曜プレミア8 警視庁臨海署安積班（2021年2月8日、テレビ東京） - 町田課長 役
- 婚姻届に判を捺しただけですが（2021年10月19日 - 12月21日、TBS） - 大加戸守 役
- スナック キズツキ 最終話（2021年12月25日、テレビ東京） - トウコさんの父 役
- ミステリと言う勿れ 第4話（2022年1月31日、フジテレビ） - 警官 役
- ペットドクター花咲万太郎の事件カルテ（2022年3月26日、BS-TBS） - 森本要之助 役
- 絶メシロード season2（2022年9月3日、テレビ東京） - 「かきた食堂」店主（平渡宏道） 役
- 最高のオバハン 第2シリーズ（2022年） - 三木三郎 役
- 心はロンリー気持ちは「…」FINAL（2024年4月27日、フジテレビ） - カフェ「bouquet」のオーナー 役[5]
- ギークス〜警察署の変人たち〜 第1話（2024年7月4日、フジテレビ） - 辻占い師 役
- Qrosの女 スクープという名の狂気 第4話（2024年10月28日、テレビ東京） - 沢田 役[6]
- 記憶捜査SP3 新宿東署事件ファイル（2025年3月10日、テレビ東京）[7] - 才谷春雄 役
- 特捜9 final season 第1話（2025年4月9日、テレビ朝日） - 鈴木 役[8]

### バラエティ
- 笑っていいとも!（1982年10月 - 1984年3月 ※火曜日担当）「雑学タモリのおハガキ講座」進行役
  - 市川勇と交代で出演、WAHAHA本舗立ち上げのため降板。
- 踊る!さんま御殿!!（2006年10月31日 - 、ゲスト出演）
- 名曲探偵アマデウス（2009年、NHK BShi）
- 家族になろう（よ）（2012年5月- 、テレビ東京）「村松利史の結婚プロジェクト」
- ホンマでっか!?TV（2012年7月25日、フジテレビ）ゲスト・加藤あいの「運命の人」を選ぶ企画で、「運命の人候補」の1人としてスタジオに登場。
- 天才てれびくんYOU（2017年）ぐりんきゅあらの秘書
- クイズ!脳ベルSHOW

### ミュージックビデオ
- 浜田省吾「I am a father」（2005年）

### 演劇
- 村松利史プロデュース「人生の意味」シリーズ（1 - 4）（1988 - 1994年　作・演出・出演）
- WAHAHA本舗公演（1984 - 1994 全作品）
- 平成モンド兄弟（1988年）
- ぬるぬる（1994年）
- 狂っても大好き（1994年）
- サイコの祈り（1996年）
- きちゃった（1997年）
- 皆殺し爆爆ハウス（1999年）
- 村松利史＜ヒトリ＞プロデュース公演sシリーズ（1999年 - ）
- 齧られながら（2000年）
- 村松利史プロデュース“午後の男優室”公演（2002年 - ）
- 葡萄と密会（2004年）

### CM
- ダイナミックオーディオ（1983年）
- カブドットコム証券（2001年 - ）
- ニコレット（2002年）
- 森永製菓（2007年『ダース』）
- 出光興産（2008年）
- 日本宝くじ協会-（2012年『第617回全国自治宝くじ東日本大震災復興支援グリーンジャンボ宝くじ』木村拓哉と共演）
- オリヒロ 「賢人の緑茶」(千利休役)

### 執筆
- 『東京かわら版』内「この面白さはなんだ?」（2007年 - ）